# Mariusz Żydowo

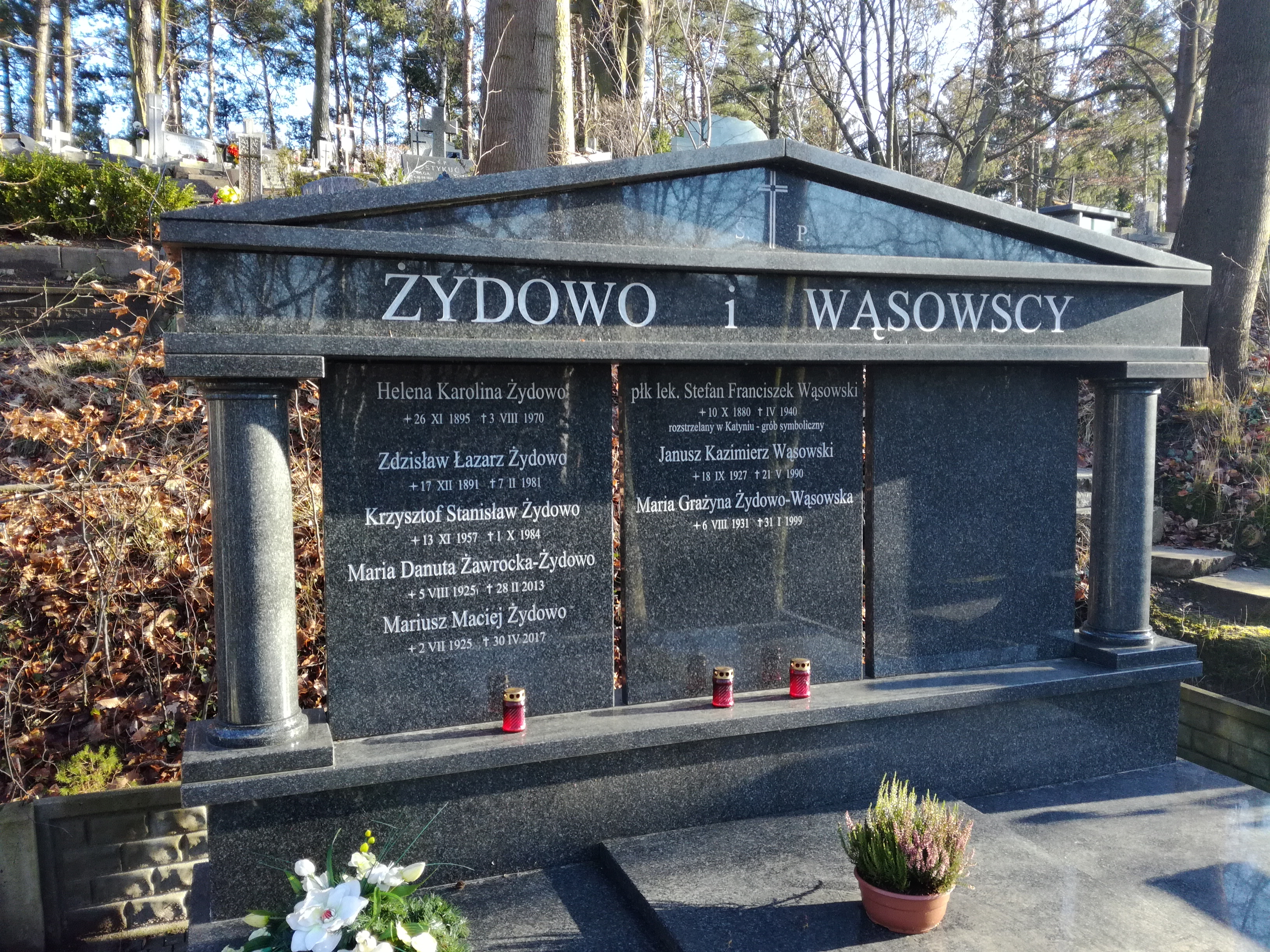
Grób profesora Mariusza Żydowo na cmentarzu Srebrzysko w Gdańsku

Mariusz Maciej Ojcomił Żydowo (ur. 2 lipca 1925 w Kutnie, zm. 30 kwietnia 2017 w Gdańsku) – polski lekarz i biochemik, profesor nauk medycznych, w latach 1981–1982 rektor Akademii Medycznej w Gdańsku.

## Życiorys
Urodził się 2 lipca 1925 roku w Kutnie, w rodzinie Zdzisława Łazarza (1891–1981) i Heleny Karoliny z domu Kasparek (1895–1970). W latach 30. XX w. zamieszkał z rodziną w Gdyni, uczył się w gimnazjum na Grabówku.
Podczas II wojny światowej przebywał w Kutnie, pracował na kolei, uczył się na tajnych kompletach.
W 1945 roku uzyskał eksternistycznie maturę w Łodzi i wrócił z rodziną do Gdyni. Był pierwszym studentem Wydziału Lekarskiego Akademii Medycznej w Gdańsku w powojennej Polsce, jako że posiada indeks nr 1 pierwszego powojennego rocznika tych studiów. Po studiach pracował na macierzystej uczelni jako asystent i adiunkt w latach 1948–1960, w 1951 roku uzyskał stopień doktora medycyny, studiował także na Wydziale Biochemii Politechniki Gdańskiej (1953). Odbył roczny staż naukowy na Wydziale Biochemii University of Cambridge (1958/1959). W 1960 roku objął stanowisko docenta, potem pełnił funkcję kierownika Zakładu Chemii Biologicznej Wydziału Farmaceutycznego (1962−1965), kierownika Zakładu Biochemii Wydziału Lekarskiego (od 1966 roku) i rektora AMG (1981−1982), jako pierwszy został wybrany demokratycznie na stanowisko rektora. W 1966 roku został profesorem nadzwyczajnym, zaś w 1978 roku otrzymał tytuł naukowy profesora zwyczajnego. Był zaangażowany w rozbudowę Zakładów Teoretycznych GUMed-u i wyposażenie ich w nowoczesny sprzęt i aparaturę.
Pełnił funkcje przewodniczącego gdańskiego oddziału Polskiego Towarzystwa Biochemii (1962−1968) i wiceprzewodniczącego Komitetu Biochemii i Biofizyki Polskiej Akademii Nauk (1976−1980), należał też do prezydium Komitetu Etyki w Nauce PAN. Od 1959 roku należał do Biochemical Society, od 1980 roku do Komisji Nauk Fizjologicznych PAN. Działał w Polskiej Akademii Umiejętności, pomysłodawca i organizator konferencji dydaktycznych kierowników katedr biochemii wydziałów lekarskich, organizator i pierwszy przewodniczący Gdańskiego Stowarzyszenia Akademickiego, należał do komitetu redakcyjnego m.in. „Acta Biochemica Polonica”.
Na polu badań naukowych odkrył lokalizację i różną zależność kinetycznych właściwości dezaminazy AMP u zwierząt zmiennocieplnych i stałocieplnych od temperatury. Badał mechanizm powstawania doświadczalnej martwicy mięśnia sercowego. Autor wielu prac naukowych.
W wyborach parlamentarnych w 1991 roku bez powodzenia kandydował do Senatu w województwie gdańskim.
Od 1950 roku był mężem Marii Danuty z domu Żawrockiej (1925−2013), z którą przeżył w związku małżeńskim 63 lata. Ojciec Krzysztofa (1957–1984).
Zmarł w Gdańsku, pochowany 12 maja 2017 roku na cmentarzu Srebrzysko (rejon I, groby rodzinne A).

## Ordery i odznaczenia
- Krzyż Oficerski Orderu Odrodzenia Polski (1995)[10]
- Krzyż Kawalerski Orderu Odrodzenia Polski (1973)
- Medal Księcia Mściwoja II (2000)[11]
- Odznaka tytułu honorowego „Zasłużony Nauczyciel PRL” (1981)
- Odznaka „Za Zasługi dla Gdańska” (1973)
- Medal „Zasłużonemu Akademii Medycznej w Gdańsku” (1975)
- Medal 50-lcia Akademii Medycznej w Gdańsku (1996)
- Medal 30-lecia Akademii Medycznej w Gdańsku (1975)

Źródło:.

## Nagrody i wyróżnienia
- tytuł doktora honoris causa Akademii Medycznej w Gdańsku (1995)[5]
- Nagroda Naukowa Miasta Gdańska im. Jana Heweliusza (1998)[12]
- tytuł „Medicus Nobilis” przyznany przez Polskie Towarzystwo Lekarskie (2011)[4]